# 伊斯蘭教節日
伊斯蘭教節日是指信奉伊斯蘭教的穆斯林慶祝和紀念的宗教節日。節日在穆斯林社群當中有重要的地位，強調信仰的重要性，提醒人們要遵從安拉。另一些特殊的日子則讓人們拉近他們與家人和朋友的距離。由於各個穆斯林國家在文化上存在差異，這些宗教節慶並非劃一。對伊斯蘭教有不同的理解亦影響到他們在主要的宗教節日有不同的做法，一些什葉派穆斯林慶祝節日不被佔大多數的遜尼派重視。與西方的格里曆與東亞的農曆不同，伊斯蘭教採用純粹陰曆，每年的伊斯蘭教節日都坐落在其他曆法中不同的日期。

## 主要節日
對穆斯林而言，古爾邦節及開齋節是最重要的節日。古爾邦節在伊斯蘭曆第12個月都爾黑哲月的第10天，慶祝真主送上羊羔，代替易卜拉欣（即基督教裡的亞伯拉罕）欲獻祭自己的兒子易司馬儀（以實瑪利）；開齋節則慶祝齋戒月的結束，讚頌穆斯林完成了持續一個月的齋戒。伊斯蘭曆新年是伊斯蘭曆每年的第一天，阿舒拉節紀念穆罕默德的外孫侯賽因遇難，聖紀節紀念穆罕默德的誕辰。登霄節紀念穆罕默德升天，獲啟示得知穆斯林要每天禮拜五次的宗教義務，貴夜則是指穆罕默德獲啟示得知《古蘭經》首段經文的當晚。
伊斯蘭曆第9個月賴買丹月是最為人所知的伊斯蘭教節日，穆斯林需要在這30天內的日出至日落期間齋戒，以感謝真主賜予《古蘭經》。此外，按照伊斯蘭教傳說，真主是在第五天完成創世，而非基督教的第七天，穆罕默德亦在星期五抵達麥地那，穆斯林又相信星期五是審判日，因此每週的星期五也是伊斯蘭教節日。
下表以伊斯蘭曆1438年為例列出伊斯蘭教主要節日：
| 節日           | 伊斯蘭曆                                             | 格里曆                                 |
| -------------- | ---------------------------------------------------- | -------------------------------------- |
| 伊斯蘭曆新年   | 穆哈蘭姆月（1月）1日                                 | 2016年10月3日                          |
| 阿舒拉節       | 穆哈蘭姆月（1月）10日                                | 2016年10月13日                         |
| 聖紀節         | 賴比爾·敖外魯月（3月）12日（遜尼派）及17日（什葉派） | 2016年12月1日（遜尼派）及5日（什葉派） |
| 登霄節         | 賴哲卜月（7月）27日                                  | 2017年4月24日                          |
| 賴買丹月第一天 | 賴買丹月（9月）1日                                   | 2017年5月27日                          |
| 貴夜           | 賴買丹月（9月）21-29日（按國家而有所不同）           | 2017年6月22日                          |
| 開齋節         | 閃瓦魯月（10月）1日                                  | 2017年6月26日                          |
| 古爾邦節       | 都爾黑哲月（12月）10日                               | 2017年9月2日                           |

## 習俗

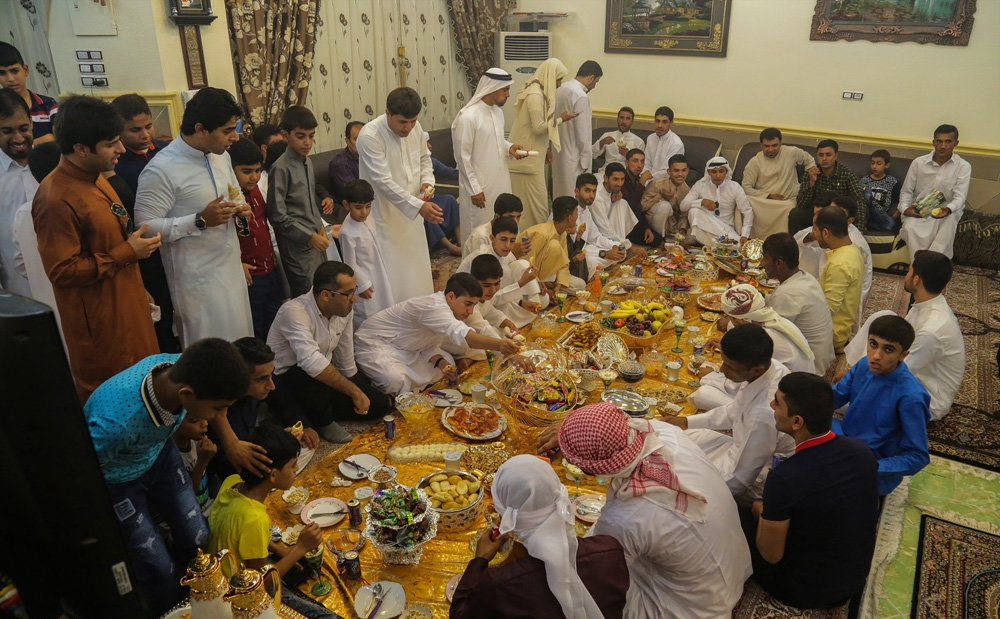
在伊朗阿薩盧耶，穆斯林在古爾邦節禮拜後聚餐。

穆斯林除了每天要禮拜五次，他們亦會在節日進行特別的禮拜。每逢星期五午間，他們會聚集在清真寺向聖城麥加的方向禮拜。穆斯林亦會在古爾邦節、開齋節等節日舉行特別禮拜。《古蘭經》在多段提及節慶的經文提到「讚頌真主引導你們的恩德」，因此宗教學者解釋這是在伊斯蘭教節日禮拜的法理基礎。
開齋節是穆斯林接見和走訪親友的日子，孩子們會穿上新衣，婦女則換上白裳，家裡會烤制特別的餡餅款待客人，人們互相交換禮物。在古爾邦節，有經濟負擔能力的家庭會獻祭家禽，然後把肉分發給親朋鄰里及貧苦人士。聖紀節則以讀誦先知故事、弘揚其品格德行的形式慶祝，包括吟誦詩詞和唱聖歌。
齋戒是賴買丹月最重要的一環，《古蘭經》呼籲穆斯林在這段時期的日間斷水斷食，但病人、老人、年幼兒童、哺乳母親及懷孕婦女可獲豁免。穆斯林又應在賴買丹月參與施捨救濟和慈善工作。
每年的朝覲並非伊斯蘭教節日，但那些未能親身朝覲的穆斯林可以在過後的古爾邦節一起慶祝。

## 教派和地域差異
在絕大部分穆斯林國家，開齋節是公眾假期，學校、政府及商店關閉一至三天不等。儘管日期普遍都按照天文計算制定，但一些如馬來西亞等國家卻以觀測新月為準定斷開齋節開始的日子。在一些國家，開齋節可長達超過一個星期。
遜尼派和什葉派穆斯林都慶祝阿舒拉節，但其含義不同。什葉派在當天紀念在卡爾巴拉戰役戰死的侯賽因，遜尼派則紀念努哈（挪亞）把方舟停泊在亞拉拉特山及穆薩（摩西）在當天齋戒以銘記真主解放受埃及壓迫的以色列人民。雖然穆罕默德也會在當天齋戒，但在當天齋戒對遜尼派穆斯林來說並不是必須，他們可自由選擇是否齋戒。在什葉派佔多數的伊朗、伊拉克、阿塞拜疆等國家及社群，什葉派穆斯林會在阿舒拉節舉辦長達10天的悼念活動，包括歌唱、遊行及重演卡爾巴拉戰役的戲劇表演。
各國慶祝古爾邦節的方式各異。在阿聯酋，政府每年都會擬訂至少三天的假期，人們相互擁抱道賀；在土耳其的一些地區，用於獻祭的山羊被染成紅褐色，並飾以緞帶；在埃及，人們與親朋好友見面時會互道「祝願你年年安好」；古爾邦節在伊朗被稱為「鹹味的節日」，因為許多節慶菜式都是做成鹹口味，而且以牛、羊為主；巴基斯坦的古爾邦節為期四天，有別於普遍的三天。
什葉派的聖紀節比遜尼派晚五天，因為遜尼派認為穆罕默德出生在伊斯蘭曆的3月12日，而什葉派則認為是3月17日，但沙特阿拉伯的瓦哈比派不承認聖紀節，他們認為這是遭到後人扭曲的創新。
阿舒拉節四十天後的四十日節、慶祝馬赫迪誕辰的舍爾邦中旬節及都爾黑哲月18日的穆罕默德佈道周年紀念日都是什葉派獨有的節日。德魯茲教只慶祝古爾邦節，阿拉維派會慶祝基督教甚至是異教的節日。
由於不同教派對穆罕默德在何時收到《古蘭經》的訊息有差異，慶祝貴夜的日子亦有不同。遜尼派一般都相信是賴買丹月27日，什葉派則認為是23日，有少數定在21日及其他日子。

## 非穆斯林
傳統觀點認為，非穆斯林不應參加伊斯蘭教節日。中世紀伊斯蘭神學家伊本·泰米葉引述《古蘭經》經文「各人都有自己所對的方向」、「我已為你們中每一個民族制定一種教律和法程」及一則聖訓稱穆罕默德曾經說「每個民眾都有自己的節日」，詮釋穆斯林不應呼籲非穆斯林加入伊斯蘭教的節慶活動。中世紀的東方基督教傳承禁止基督徒參加異教節日的傳統律例，當中包括伊斯蘭教節日。
不過，由於時代的轉變，這方面出現了變化。穆斯林學者優素福·卡拉達維認為互相道賀和交換禮物不違背伊斯蘭教法。不同宗教信仰的人們在現代一起慶祝宗教節慶並不罕見。在敘利亞，基督徒與穆斯林在伊斯蘭教節日之前一起裝飾房屋，在當地的耶穌會教士保羅·達洛利奧認為伊斯蘭教的齋戒月等同天主教的大齋期，他希望穆斯林與基督徒可以一起慶祝，融合當地的宗教傳統。塞內加爾的基督徒和穆斯林共享彼此的宗教節日，當地的穆斯林在伊斯蘭教節日分享他們的食物給基督徒，又把屠宰的羊肉分給他們。
在穆斯林國家的非穆斯林不必遵從賴買丹月的齋戒，但如果他們在這段時期的日間公然飲食、咀嚼口香糖或抽煙，會被認為極其無禮，甚至在一些國家是違法。

## 引用
網頁
1. ↑  . Islam and the Quran. Islam and the Quran. 2013-08-07  [2021-11-08]. （原始内容存档于2021-01-17）.
2. ↑  . ANI News. ANI. 2021-07-19  [2021-11-09]. （原始内容存档于2021-11-09） （英语）.

文獻
1. ↑  Winchester（2000年），第7页
2. ↑  Kheirabadi（2004年），第108页
3. ↑  Campo（2010年），第305页
4. ↑  Casares & Amarillo（2020年），第181页
5. ↑  Glassé（2003年），第99页
6. 1 2  Fieldhouse（2017年），第300页
7. ↑  Lazarus & Sullivan（2011年），第137页
8. ↑  Adamec（2009年），第104页
9. ↑  Penprase（2017年），第157页
10. ↑  Roy（2005年），第518页
11. ↑  Esposito（2011年），第35页
12. ↑  Stefon（2009年），第78页
13. ↑  Fārūqī（1986年），第79-89页
14. ↑  Al-Huseini（2014年），第89-90页
15. ↑  Galván（2014年），第247页
16. ↑  Packard（1992年），第36页
17. ↑  Cornell（2006年），第32页
18. ↑  Fieldhouse（2017年），第172页
19. ↑  Trawicky（2009年），第233页
20. ↑  Melton & Baumann（2010年），第211-212页
21. ↑  Gwynne（2018年），第261页
22. ↑  Drissner（2016年），第21页
23. ↑  Betts（2013年），第137-138页
24. ↑  Campo（2009年），第529页
25. ↑  Trawicky（2009年），第235页
26. ↑  Taimiya & Memon（1976年），第201页
27. ↑  Thomas & Mallett（2012年），第53页
28. ↑  Taha等（2016年），第55-61页
29. ↑  O'Neill（2019年），第43-44页
30. ↑  Dunne等（2017年），第158页
31. ↑  Albala（2011年），第226页